# سيدي نمديل
سيدي نمديل هو رجل تركي وجزائري.
- قديس (الولي صلاح) من قسنطينة عاش في مدينة قسنطينة قبل 500 سنة.
- تقع مقبرته ومسجده في الشارع الذي يحمل اسمه (شارع سيدي نمديل) الواقع في المدينة القديمة لقسطنطينة أو سويقة (الجابية).
- سيدي نمديل ينتمي إلى عائلة «نمديل» التركية الذين سكنوا قسنطينة منذ بدايات عهد الدولة العثمانية.